# Spatula
Spatula és un gènere d'ocells de la família dels anàtids (Anatidae), amb una sèrie d'espècies, antany incloses al gènere Anas.

## Taxonomia
Spatula era antany considerat un subgènere dins el gènere Anas. L'any 2009 es va publicar un estudi que comparava seqüències d'ADN mitocondrial, que demostrava que el gènere Anas no era monofilètic i 10 de les espècies que incloïa van ser traslladades al gènere Spatula.Actualment, dins quest gènere s'incluen 10 espècies:
- Spatula querquedula - xarrasclet.
- Spatula hottentota - xarxet hotentot.
- Spatula puna - xarxet de la puna.
- Spatula versicolor - xarxet encaputxat.
- Spatula platalea - ànec cullerot sud-americà.
- Spatula cyanoptera - xarxet canyella.
- Spatula discors - xarxet alablau.
- Spatula smithii - ànec cullerot sud-africà.
- Spatula rhynchotis - ànec cullerot australià.
- Spatula clypeata - ànec cullerot comú.